# Matale
Matale est une ville du centre du Sri Lanka, située à 140 km à l'est de la capitale Colombo.
La population était de 36 451 habitants en 2001.

## Personnalités liées
- Ena de Silva (1922-2015), artiste srilankaise spécialiste du batik, fondatrice du Matale Heritage Centre, née et morte à Matale.